# Operation Wolf
Operation Wolf — видеоигра в жанре скроллингового шутера от первого лица, разработанная и изданная компанией Taito первоначально для игровых автоматов, но позднее портированная для ряда других платформ.

## Сюжет и геймплей
Цель игры — освободить пятерых военнопленных, содержащихся в концлагере. Игровые уровни представляют собой плоское изображение ландшафта, который медленно движется вдоль экрана. По местности передвигаются солдаты противника и боевая техника (грузовики, бронетранспортёры, вертолёты), ведущие по игровому персонажу шквальный огонь. Игрок, управляя курсором (либо производя выстрелы из светового пистолета), должен, по возможности, быстро отстреливать противника, чтобы его игровой персонаж получил минимальные повреждения. Боекомплект пополняется стрельбой по соответствующим иконкам, появляющимся на экране (в основном, на месте убитых противников). Также бонусы можно получать, отстреливая пролетающих на экране птиц, куриц и свиней. За огонь по мирным жителям (санитарам и военнопленным) игрок теряет здоровье.
Солдаты противника, помимо стрельбы из огнестрельного оружия, могут кидать в игрока ручные гранаты и метать ножи, которые игрок должен отстреливать на подлёте. На экране отображается количество боеприпасов игрока, а также полоска-индикатор здоровья героя.
В игре шесть уровней:
- Communication Center
- Jungle
- Village
- Powder Magazine
- Concentration Camp
- Airport

После прохождения каждого игроку предстоит схватка с боссом (как правило, единица тяжеловооружённой техники).
После прохождения всех 6 уровней игра продолжается но с более высоким уровнем сложности и количеством врагов.
Также в версии игры для NES есть седьмой, секретный уровень. Попасть на него можно, если во время выбора уровней на втором, незадействованном  контроллере, многократно нажимать кнопки Select и J-Pad. Особенностью этого уровня является неподвижность камеры (игрок не движется). После его прохождения игроку засчитывается прохождение одного из шести уровней (Communication Center).

Operation Wolf для NES.

## Управление
Игра первоначально разрабатывалась для аркадных автоматов, оснащённых контроллером в виде винтовки с имитацией отдачи. Однако популярность игры так стремительно пошла вверх, что в кратчайшие сроки Operation Wolf была портирована на чрезвычайно большое количество платформ — от сугубо игровых, таких как NES, до домашних компьютеров вроде Amiga и ZX Spectrum. Некоторые версии игры поддерживают использование устройства типа световой пистолет, другие предоставляют управление курсором исключительно с джойстика.

## Сиквелы
- Operation Thunderbolt[англ.] (1988)
- Operation Wolf 3[англ.] (1994)
- Operation Tiger (1998)

## Оценки и мнения
| Иноязычные издания | Иноязычные издания |
| Издание            | Оценка             |
| ------------------ | ------------------ |
| VideoGame          | [ 3 ]              |